# 沙尔马泽勒-让萨尼耶尔
沙尔马泽勒-让萨尼耶尔（法語：Chalmazel-Jeansagnière，法語發音：[ʃalmazɛl ʒɑ̃saɲɛʁ]）是法国卢瓦尔省的一个市镇，位于该省西部，属于蒙布里松区。该市镇成立于2016年1月1日，由沙尔马泽勒（Chalmazel）和让萨尼耶尔（Jeansagnière）两个市镇合并而成，其中沙尔马泽勒为政府驻地。

## 地理
沙尔马泽勒-让萨尼耶尔（45°42'19"N, 3°51'5"E）面积53.39 平方千米，位于法国奥弗涅-罗讷-阿尔卑斯大区卢瓦尔省，该省份为法国中南部省份，北起顺时针与索恩-卢瓦尔省、罗讷省、伊泽尔省、阿尔代什省、上盧瓦爾省、多姆山省和阿列省接壤。
与沙尔马泽勒-让萨尼耶尔接壤的市镇（或旧市镇、城区）包括：勒布吕日龙、若布、圣皮埃尔-拉布尔洛讷、圣乔治昂库藏、下圣瑞斯特、索万、拉尚博尼、拉尚巴、拉瓦拉叙罗什福尔、圣让拉韦特尔。
沙尔马泽勒-让萨尼耶尔的时区为UTC+01:00、UTC+02:00（夏令时）。

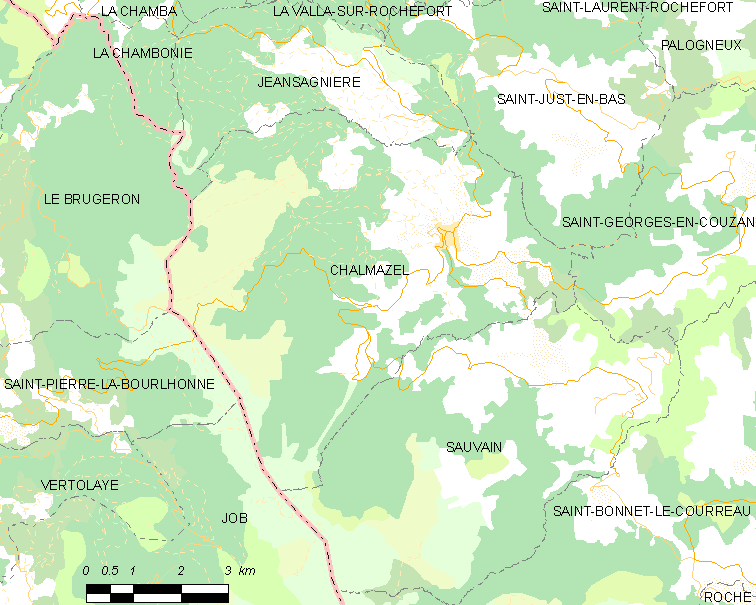
沙尔马泽勒-让萨尼耶尔的OSM定位图

## 行政
沙尔马泽勒-让萨尼耶尔的邮政编码为42920，INSEE市镇编码为42039。

## 政治
沙尔马泽勒-让萨尼耶尔所属的省级选区为利尼翁河畔博安县。

## 人口
沙尔马泽勒-让萨尼耶尔于2022年1月1日时的人口数量为448人。